# Змієвир
Змієвир (англ. Wyrmspan) — настільна гра для одного-п'ятьох гравців, створена Конні Фогельманн і видана компанією Stonemaier Games у 2024 році. Це карткова гра, у якій гравці змагаються, розкопуючи печери-лабіринти та приваблюючи драконів до прихистку в їхніх печерах. Заснована на відомій грі Крила, Змієвир зосереджена на тематиці драконів замість птахів та пропонує дещо складніші ігрові механіки. Після випуску Змієвир здобув широке визнання критиків і досяг найбільшого показника продажу за один день в історії Stonemaier Games. В Україні гра локалізована видавництвом Ігромаг.

## Ігровий процес
У Змієвирі гравці розкопують печери та приваблюють драконів, представлених 183 унікально ілюстрованими картами, а також використовують свого дослідника для отримання ресурсів та переможних очок. Натхненна Крилами, гра Змієвир є картковою грою з розбудовою механізму, яка збільшує складність порівняно з першою. Під час свого ходу гравець може виконати одну з трьох дій. Він може розкопати печеру, виклавши картку печери у Криваво-червоний грот, Золоту печеру або Аметистову безодню на крайнє ліве доступне місце, що активує здатність «під час викладення». Також гравець може привабити дракона, але лише на місця, де вже викладено печеру, розмістивши дракона над карткою печери. Перша колонка у кожному з трьох рядів вже розкопана на початку гри. Гравець може також досліджувати, відправляючи свого дослідника до однієї з трьох печер та отримуючи ресурси, забираючи все вказане на ігровому полі та з будь-яких драконів із позначкою дослідника, доки не досягне знака «стоп». Чим більше драконів буде викладено, тим вигіднішою стане дія дослідження. Окрім здібностей, що активуються дослідником, інші типи сил драконів включають ефекти при викладенні, раз на раунд та при підрахунку фінальних очок. Кожен з трьох типів дій вимагає використання жетона дії, а дія дослідження коштує ще й яєць, якщо гравець досліджує одну й ту ж печеру більше одного разу. Протягом гри гравці також працюють над досягненням публічних цілей наприкінці кожного раунду та просуванням по гільдійній шкалі, що надає нагороди за підвищення престижу.
Наприкінці гри гравці отримують очки за картки драконів на своєму полі, за гільдію драконів, за здібності драконів у кінці гри, за публічні цілі, накопичені яйця, сховані ресурси, підкладені картки, а також за решту монет та предметів у певних комбінаціях. Перемагає гравець із найбільшою кількістю очок.

## Розробка
Змієвир створений Конні Фогельманн, юристкою з Вашингтона, яка випустила свою першу настільну гру Apiary у 2023 році. Гра є духовним спадкоємцем Крил, надзвичайно успішної гри Елізабет Гаргрейв, яка виступила розробницею для Змієвира. На відміну від Крил, що зосереджена на пташиній тематиці, Змієвир присвячений драконам, як запропонував Джеймі Стегмаєр. Цю тему Конні Фогельманн і художниця Клемантін Кампарду ретельно досліджували, щоб створити різноманітних драконів і узгоджену їхню класифікацію. Джеймі Стегмаєр, президент Stonemaier Games, запросив Конні розробити Змієвир після того, як побачив потенційний ринок та отримав запити від шанувальників щодо тематики інших істот. Компанія Stonemaier Games, що базується у Сент-Луїсі, раніше випускала такі ігри, як Коса, Apiary та Крила.
Працюючи над Змієвиром, Конні Фогельманн зазначала, що перша зміна порівняно з Крилами — це введення карток печер і процесу їх розкопування, аби створити середовище для драконів, що було дуже тематичним. Команда прагнула зберегти принцип розбудови ігрового механізму та дружню атмосферу Крил, водночас трохи підвищивши складність. До нововведень належать драконячі малюки, які активуються в три етапи, надаючи значні бонуси. Деякі механіки, які Фогельманн тестувала (наприклад, витяг ресурсів з мішка чи ринкові механіки), не увійшли до фінальної версії. Натомість гільдійна шкала була додана для розв'язання проблеми з ресурсами й стала «щасливою випадковістю».

### Доступність
Stonemaier Games прагне підвищити доступність своїх настільних ігор, що було помітно в додаткових опціях для Крил (наприклад, карти з великим шрифтом), і цей підхід перейшов і до розробки Змієвира. Ця робота включає підвищення доступності для гравців із дальтонізмом та слабким зором через низку рішень, зокрема залучення позаштатних коректорів та експертів з доступності. Деякі особливості доступності у Змієвирі — це великий розмір шрифту, відсутність зайвого візуального шуму, дублювання інформації текстом та кольором, а також позиційне подвійне кодування.

## Відгуки
Змієвир отримав широке позитивне визнання після виходу, багато хто відзначав, що механіки гри — це крок уперед порівняно з Крилами. The Dice Tower зазначили, що гільдійний планшет і збір ресурсів — чудове доповнення, а вилучення вежі для кубиків із гри — один з найкращих можливих варіантів. За їх словами, механічно Змієвир є «якщо не таким самим, то й кращим за Крила». Водночас їм не дуже сподобалася тема та естетика, а також вони вважали «Драконячу енциклопедію» зайвою деталлю. Видання 3 Minute Board Games відзначило, що Змієвир — це насичена гра з розбудовою механізму, де ви намагаєтесь отримати якнайбільше очок та дій, і загалом це покращена версія Крил. Meeple University включили Змієвир до списку «Найкращих ігор січня 2024», відзначивши, що темп гри зовсім інший: старт повільніший, зате в кінці можна створювати потужні комбо. Вони також вважають, що це крок уперед у порівнянні з Крилами і їм подобається зміна способу отримання ресурсів.
Rahdo у своїй рецензії зазначив, що Змієвир досяг «ідеального балансу» між збереженням духу та радості Крил та створенням чогось нового й унікального. Їм сподобався елемент таймінгу у взаємодії дій, необхідність розкопати, щоб привабити, та додавання двох різних наборів карт до руки. Вони також відзначили напруженість дії дослідження, яка стає дорожчою при повторному використанні, що унеможливлює надто потужні ланцюги дій із яйцями, а відсутність годівниці для птахів зменшує випадковість. Before You Play відзначили різноманітність мистецького оформлення у Змієвирі, але поскаржилися на певні незручності при накладанні карт драконів на картки печер, що робить гру трохи незграбною. Вони оцінили складніший і жорсткіший ігровий процес порівняно з Крилами, легше отримання ресурсів, усунення проблеми «спаму яєць», нову гільдійну дошку та більшу гнучкість у грі, що прибрало багато джерел розчарування, притаманних Крилам.

### Продажі
Змієвир показав найбільші добові продажі за всю історію Stonemaier Games станом на лютий 2024 року, коли було продано понад 16 000 копій за перші 24 години.